# Kietlin (gromada)
Kietlin – dawna gromada, czyli najmniejsza jednostka podziału terytorialnego Polskiej Rzeczypospolitej Ludowej w latach 1954–1972.
Gromady, z gromadzkimi radami narodowymi (GRN) jako organami władzy najniższego stopnia na wsi, funkcjonowały od reformy reorganizującej administrację wiejską przeprowadzonej jesienią 1954 do momentu ich zniesienia z dniem 1 stycznia 1973, tym samym wypierając organizację gminną w latach 1954–1972.
Gromadę Kietlin siedzibą GRN w Kietlinie utworzono – jako jedną z 8759 gromad na obszarze Polski – w powiecie radomszczańskim w woj. łódzkim, na mocy uchwały nr 36/54 WRN w Łodzi z dnia 4 października 1954. W skład jednostki weszły obszary dotychczasowych gromad Kietlin i Kietlin kolonia ze zniesionej gminy Dmenin, obszar dotychczasowej gromady Konradów ze zniesionej gminy Gosławice oraz część dotychczasowej gromady Saniki (obejmująca tereny między szosami od miasta Radomsko do miasta Przedbórz i do wsi Płoszów) ze zniesionej gminy Radomsk w tymże powiecie. Dla gromady ustalono 14 członków gromadzkiej rady narodowej.
31 grudnia 1961 z gromady Kietlin wyłączono wieś Florentynów i wieś Konradów, włączając je do gromady Gosławice, po czym gromadę Kietlin zniesiono, a jej (pozostały) obszar włączono do nowo utworzonej gromady Radomsko.